# Portland-Cement-Haus

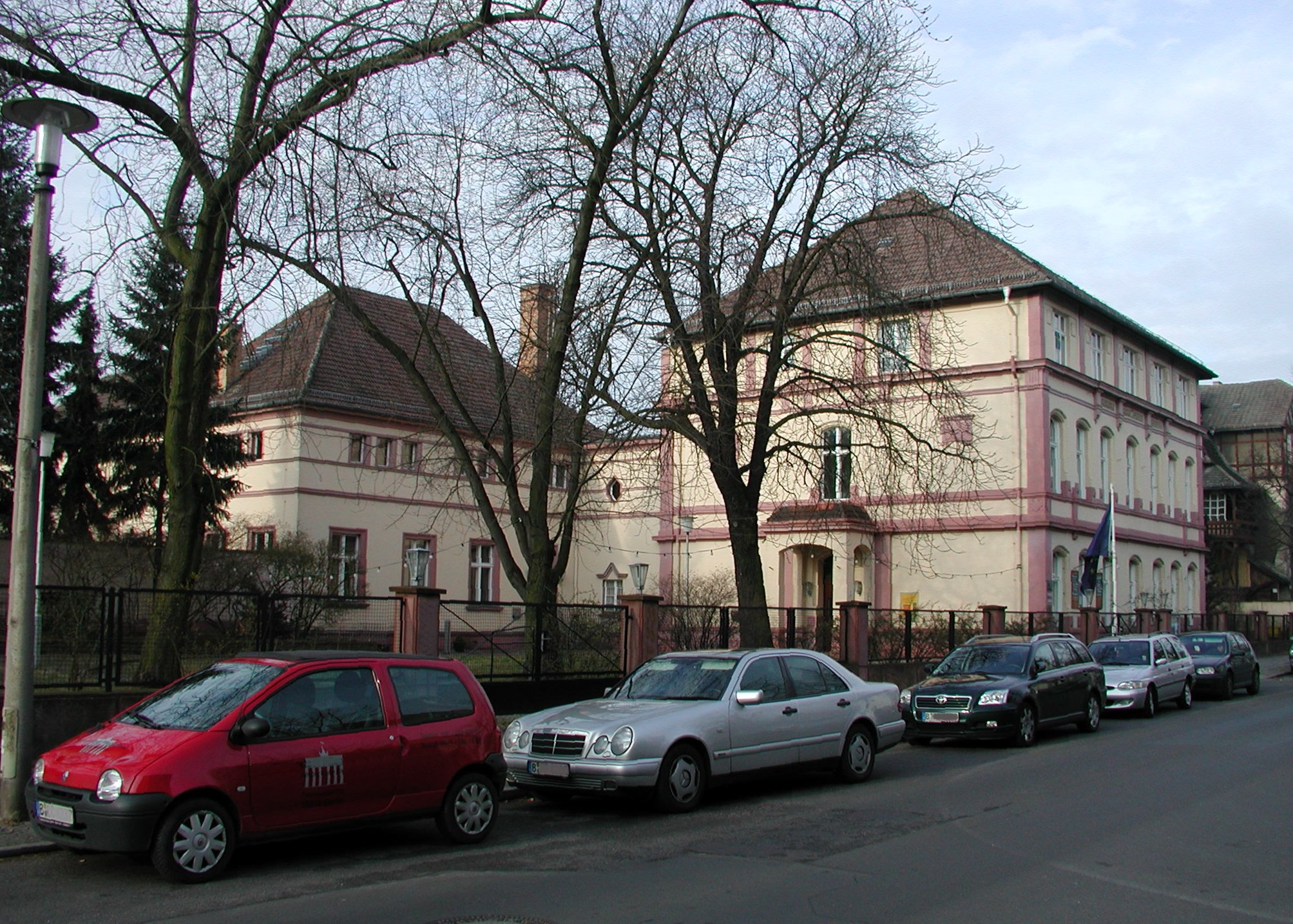
Portland-Cement-Haus

Das Portland-Cement-Haus ist ein Baudenkmal in der Dönhoffstraße 39 im Berliner Ortsteil Karlshorst des Bezirks Lichtenberg.

## Gebäude
Das Haupthaus wurde 1901 als Laboranlage des Vereins deutscher Portland-Cement-Fabrikanten nach Plänen des Berliner Architekten Schneider errichtet, um für die Zementindustrie im Deutschen Reich eindeutige Qualitätskriterien und Standards zu entwickeln. Das Laboratorium diente der Forschung, der Analyse von Betonproben und der Weiterentwicklung des Baustoffes Zement für den industriellen Einsatz.
Das dreigeschossige Gebäude mit beigefarbenen Fassaden und abgesetzten altrosafarbenen Linien und Verzierungen ist ein markanter, für die Gegend untypischer Bau. Alle Ornamente und Friese, Fensterlaibungen und sämtliche Fassadenplatten sind aus gegossenem Kunststein (Beton). Auch Fußböden und Treppen bestehen aus Beton. Die meist vorgefertigten Bauteile wurden aus einem Zementwerk in Ulm mit der Eisenbahn herangeschafft.
Im Inneren gibt es ein original erhaltenes Treppenhaus, Türen, Geländer und Deckengestaltungen im Jugendstil.
1926 und 1927 kamen zwei Anbauten im Hof mit einem Saal hinzu, in dem sich ein Zementmuseum zur Geschichte und Technik des Bauwesens mit einer Schausammlung von Mörtel, Beton und Bindemitteln befand.

## Nutzung
Das Portland-Cement-Haus war bis zum Zweiten Weltkrieg eine der wichtigsten Forschungseinrichtungen der deutschen Bauwirtschaft.

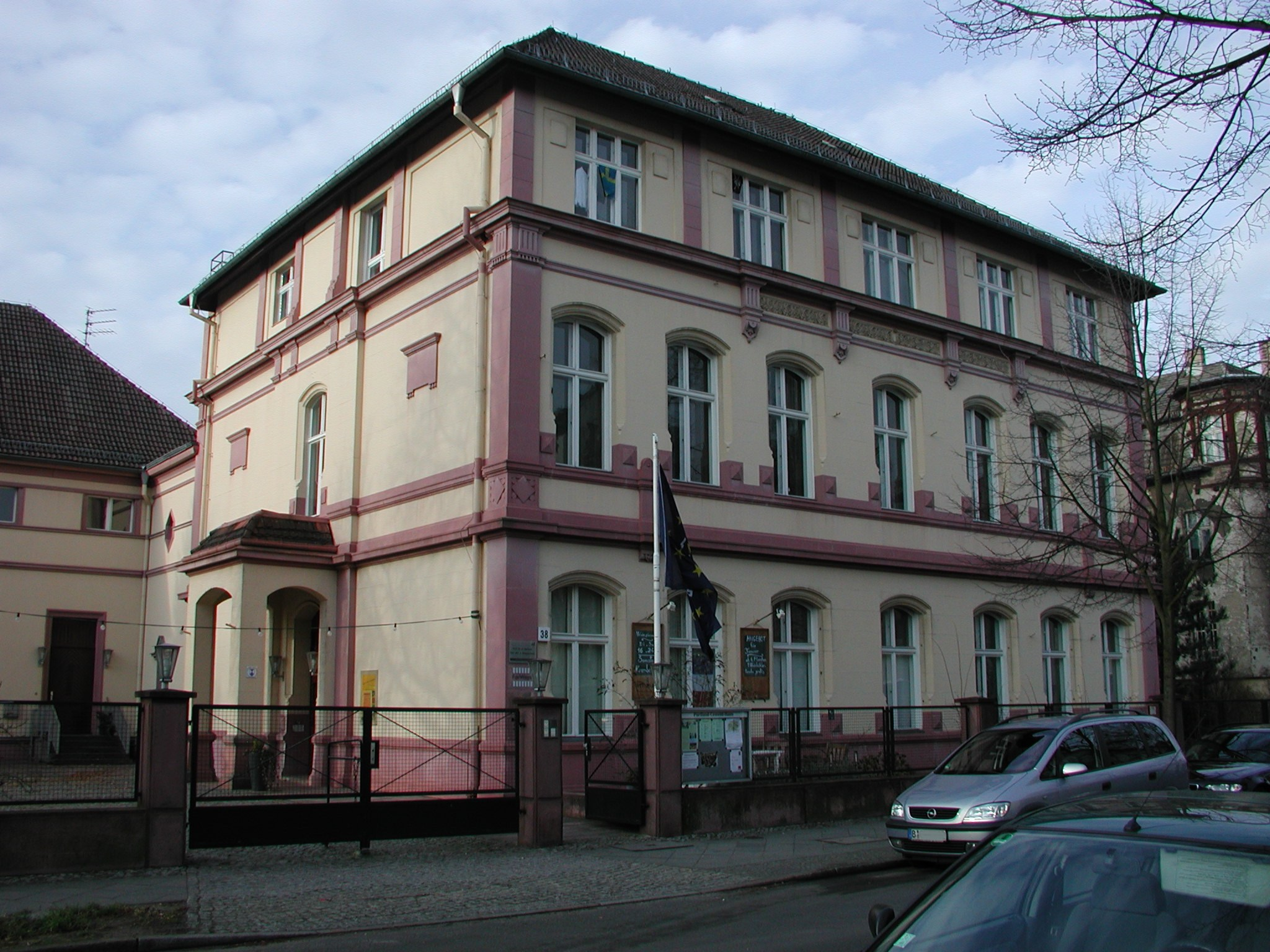
Haupthaus

Das Haus wurde 1945 von der Sowjetarmee beschlagnahmt, die in Berlin-Karlshorst ihr Hauptquartier in Deutschland hatte. Sie entfernte Exponate, Apparate und Geräte. In der DDR-Zeit war das Gebäude von 1972 bis 1984 Sitz der algerischen Botschaft, dann waren zeitweise eine Einrichtung des RGW und später Abteilungen der mongolischen Botschaft hier untergebracht.
1994–1998 befand sich hier eine Außenstelle des Bundesarchivs mit Beständen der Stiftung „Archiv der Parteien und Massenorganisationen der DDR“. Nach einer Zeit des Leerstands wurde das Haus 2002 privatisiert. Die neuen Eigentümer, ein Architektenehepaar, sanierten es denkmalgerecht und führten im großen Saal öffentliche kulturelle Veranstaltungen durch. Das Konzept als Kulturstandort war jedoch ökonomisch nicht erfolgreich, sodass das Objekt wieder verkauft wurde. Der jetzige Eigentümer hat es für die Öffentlichkeit geschlossen, seine Firma darin etabliert und an einen Studienkreis für Nachhilfeunterricht vermietet (Stand: 2025).